# MLS Inaugural Allocations 1996
MLS Inaugural Allocations byla událost, při které bylo 40 hráčů, kteří podepsali smlouvu s Major League Soccer, přiděleno deseti týmům, které ligu založily.

## Výběr

### Colorado Rapids
- Marcelo Balboa
- Shaun Bartlett
- Dominic Kinnear
- Roy Wegerle

### Columbus Crew
- Brian Bliss
- Doctor Khumalo
- Bria Maisonneuve
- Adrián Paz

### Dallas Burn
- Leonel Álvarez
- Washington Rodríguez
- Hugo Sánchez
- Mark Santel

### D.C. United
- Jeff Agoos
- Marco Etcheverry
- John Harkes
- Juan Berthy Suárez

### Kansas City Wiz
- Frank Klopas
- Preki
- Mike Sorber
- Vitalis Takawira

### Los Angeles Galaxy
- Dan Calichman
- Jorge Campos
- Mauricio Cienfuegos
- Eduardo Hurtado

### New York/New Jersey MetroStars
- Roberto Donadoni
- Tony Meola
- Tab Ramos
- Damian Silvera

### New England Revolution
- Mike Burns
- Giuseppe Galderisi
- Alexi Lalas
- Jim St. Andre

### San Jose Clash
- John Doyle
- Michael Emenalo
- Ben Iroha
- Eric Wynalda

### Tampa Bay Mutiny
- Cle Kooiman
- Roy Lassiter
- Carlos Valderrama
- Martín Vásquez